# Ексохи (Пијерија)
Ексохи (грч. Εξοχή) је насељено место у општини Катерини у периферији Средишња Македонија, Грчка. Према попису из 2021. године било је 378 становника.
Ексохи је некада било колибарско насеље које је припадало мештанима села Братиништа. На попису из 1991. године Ексохи су имали 692 становника, претежно пореклом из Братиништа. Село се раније звало Каливија Харадрас.